# Guidiguis
Guidiguis – miasto w Kamerunie, w regionie Dalekiej Północy, w departamencie Mayo-Kani.